# سوسک‌های همه‌چیزخوار استرالیا
سوسک‌های همه‌چیزخوار استرالیا(نام علمی: Acanthocnemidae) نام یک تیره از فروراسته سوسک‌های گیاه‌خوار است.